# Tre små kissar
Tre små kissar (även Tre ensamma kattungar) (engelska: Three Orphan Kittens) är en amerikansk animerad kortfilm från 1935. Filmen ingår i Silly Symphonies-serien.

## Handling
En vinternatt söker tre hemlösa kattungar skydd i ett hus som bebos av en familj. Väl i huset vill katterna utforska huset, något som leder till att flera saker som en vas, tallrikar och koppar åker i golvet. Detta tycker inte hushållerskan om och tänker kasta ut katterna, men dottern i familjen imponeras av kissarna och adopterar dem.

## Om filmen
Filmen vann en Oscar för bästa animerade kortfilm vid Oscarsgalan 1936.
Filmen fick året därpå en uppföljare; Kissarna på nya äventyr (engelska: More Kittens).
Filmens handling var inspiration till ett avsnitt i tidningsstrippen Silly Symphony med namnet Three Little Kittens som varade från 28 juli till 20 oktober 1935.
I filmen förekommer en mörkhyad docka, som i några TV-sändningar i USA klipptes bort helt och hållet.
Filmen hade svensk premiär den 10 augusti 1936 på biografen Spegeln i Stockholm. Samma dag hade även en annan Disney-kortfilm svensk premiär; Elmer elefant.
Filmen har givits ut på VHS och finns dubbad till svenska.

## Rollista
| Roll          | Originalröst      | Svensk röst       |
| Hushållerskan | Lillian Randolph  | Liza Öhman        |
| Katter        | Clarence Nash     | ingen röst        |
| Flickan       | Marcellite Garner | Johanna Ljungberg |